# Халід Магмуд (хокеїст на траві)
Халід Магмуд (28 грудня 1941) — пакистанський хокеїст на траві.
Олімпійський чемпіон 1968 року, срібний призер 1964 року.
Переможець Азійських ігор 1970 року, срібний призер 1966 року.